# Sherwood Schwartz
Sherwood Charles Schwartz, född 14 november 1916 i Passaic, New Jersey, död 12 juli 2011 i Los Angeles, Kalifornien, var en amerikansk TV-producent. Han arbetade med olika radioprogram under 1940-talet och skapade TV-serierna Gilligan's Island och The Brady Bunch under 1960-talet. Trots att han var över 90 år var han fortfarande aktiv inom TV, och den 7 mars 2008 förärades han med en stjärna på Hollywood Walk of Fame.

## Biografi
Schwartz karriär inom radio och TV började av "en olyckshändelse". Han reste från New York till södra Kalifornien för att studera biologi. Han behövde tjäna pengar vid sidan av, så han började skriva skämt för Bob Hopes radioprogram, där Schwartz bror Al arbetade. Schwartz skämt gick hem hos publiken och snart fick han börja arbeta på radio på heltid.
Han skrev för bland annat för Ozzie Nelsons program The Adventures of Ozzie and Harriet och Armed Forces Radio Network innan han fick sitt stora genombrott inom TV.

## TV-framträdanden
Schwartz gjorde många TV-framträdanden där han pratade om sina serier under slutet av 1990-talet och början av 2000-talet. Han medverkade i program som CBS Evening News, 20/20 och TV Land's Top Ten. Han gästade även TV Land Awards år 2004.

## Privatliv
Sherwood Schwartz självbiografi Inside Gilligan's Island kom år 1988. I boken berättar han att han aldrig kommit överens med komikern Red Skelton. Under sin radiokarriär ingick det i hans kontrakt att han aldrig skulle behöva träffa Skelton ansikte mot ansikte.
Schwartz döpte sin dotter till Hope efter Bob Hope eftersom de kom väldigt bra överens. Han är även pappa till Lloyd J. Schwartz, som skapade TV-serien The Munsters Today.